# Глонасс-К
«Глонасс-К» (найменування за ОКР «Ураган-К») — серія космічних апаратів російської глобальної навігаційної системи ГЛОНАСС, розроблена ОАО «Інформаційні супутникові системи» імені академіка М. Ф. Решетньова. Це 3-тє покоління супутників цієї серії (1-ше покоління — «Глонасс», 2-ге покоління — «Глонасс-М»). Від супутників попередньої серії відрізняється гарантійним терміном активного існування 10 років, зменшеною масою, негерметичним виконанням та іншими вдосконаленнями.
Запуск першого супутника успішно відбувся 26 лютого 2011 року з космодрому Плесецьк.

## Фотографії супутника із CeBIT 2011 в Ганновері

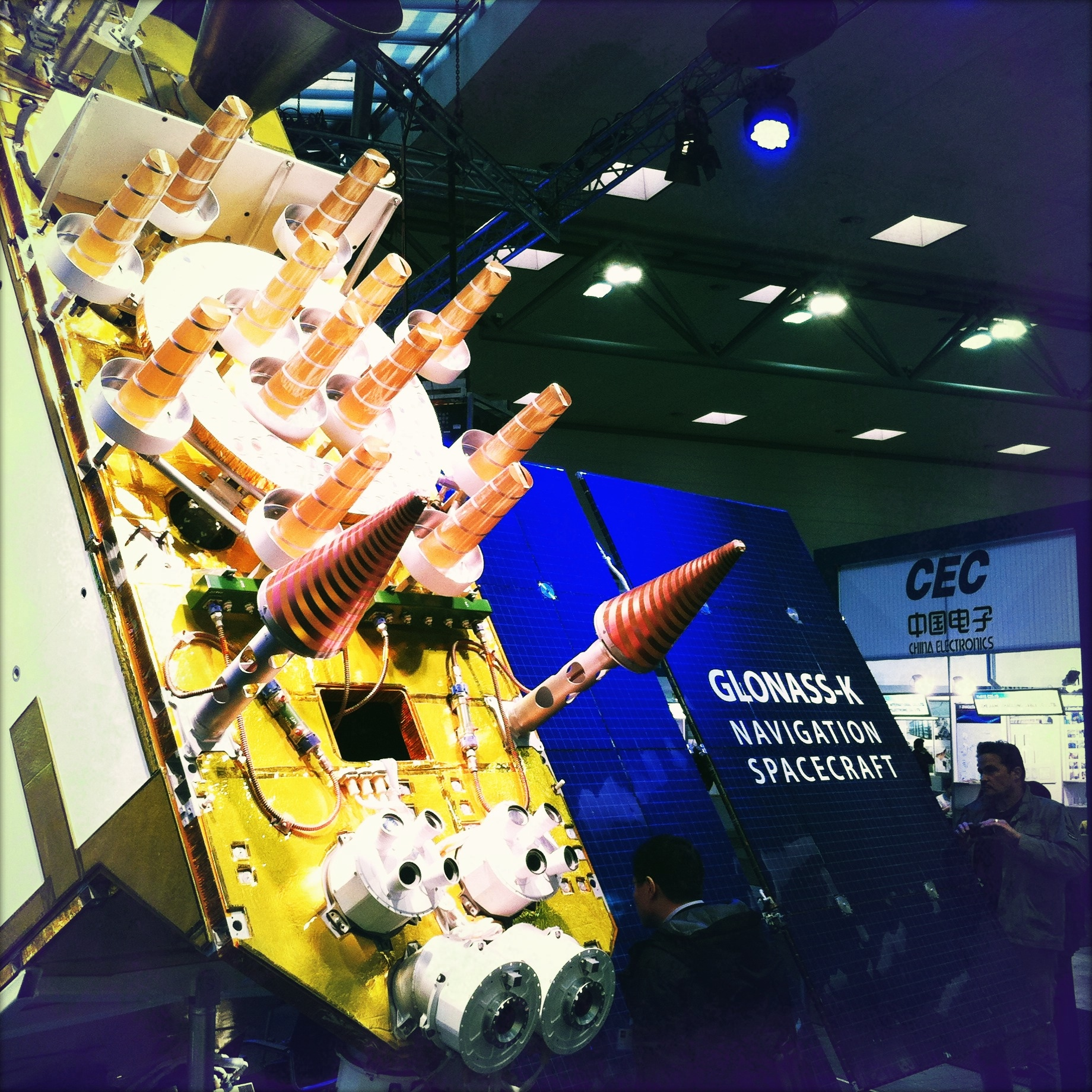
Детальний вид антен.
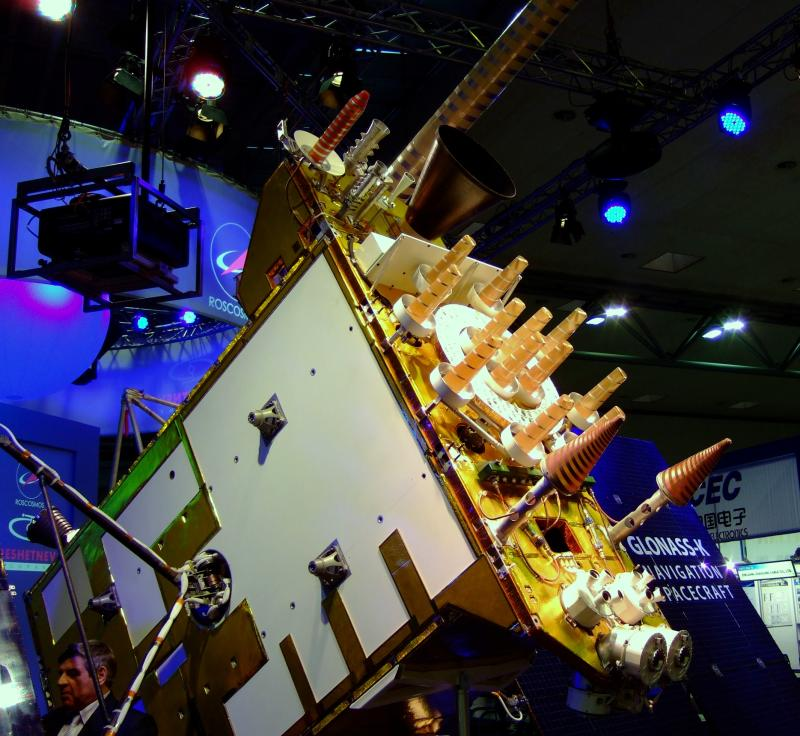
Загальний вид Модуля Корисного Вантажу.
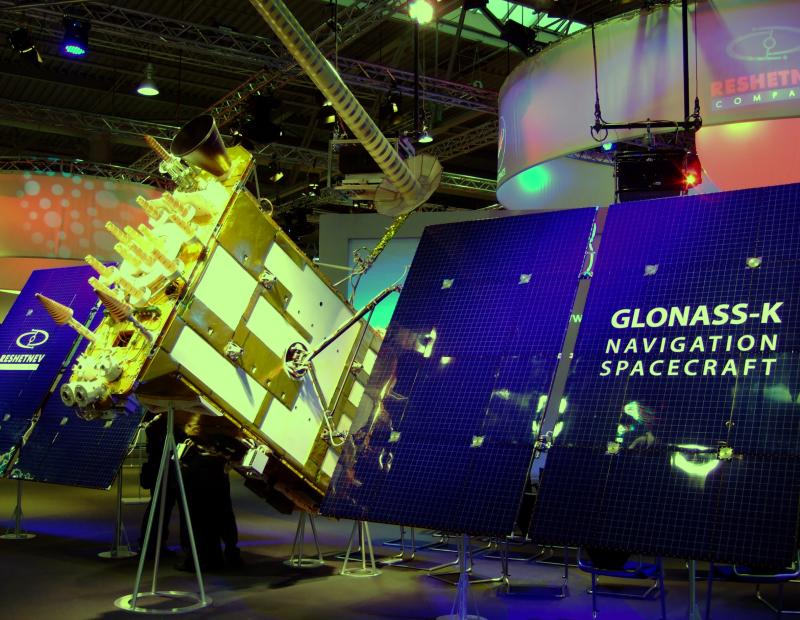
Загальний вид КА Глонасс-К праворуч.
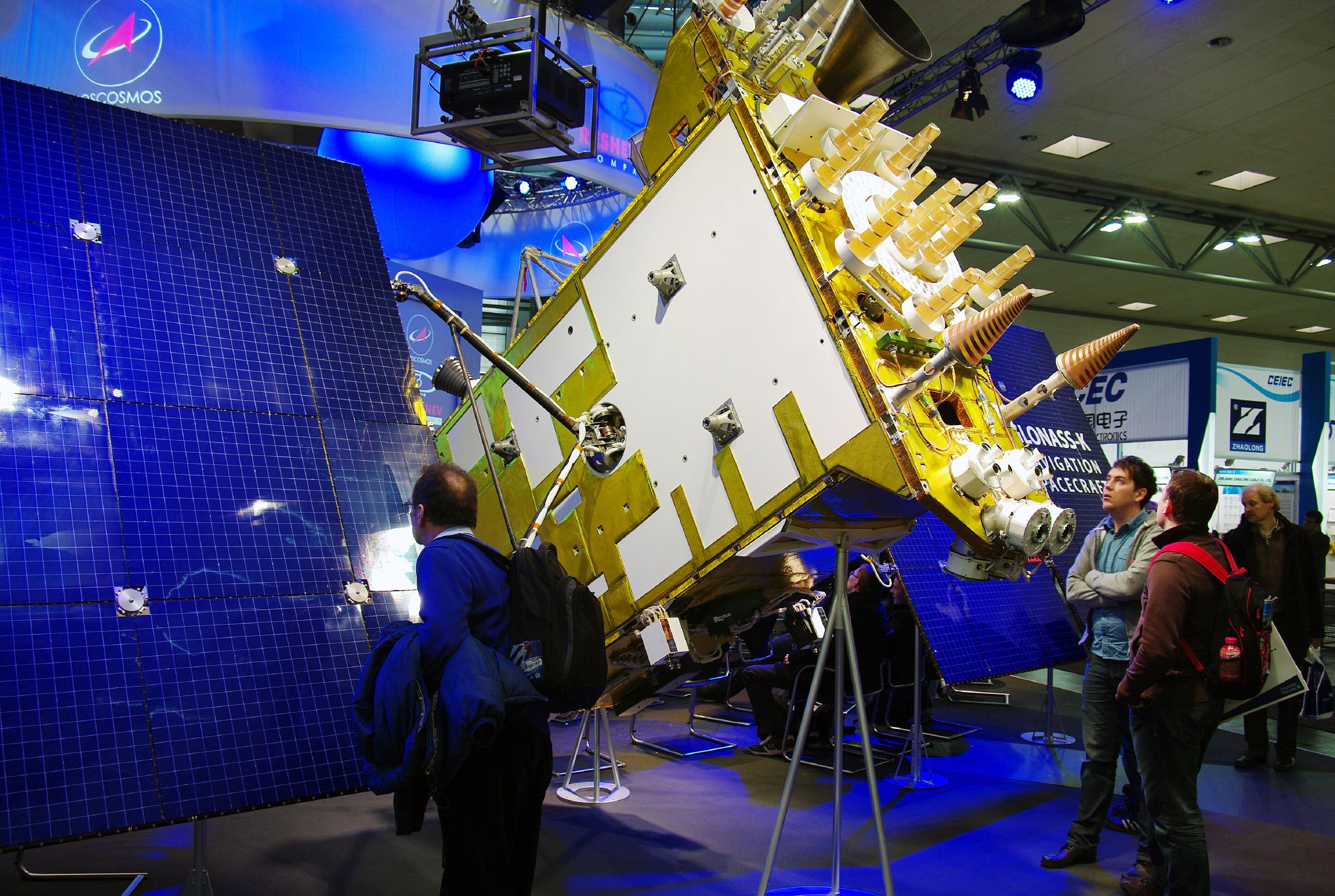
Загальний вид КА Глонасс-К ліворуч.